# Tarta Sacher

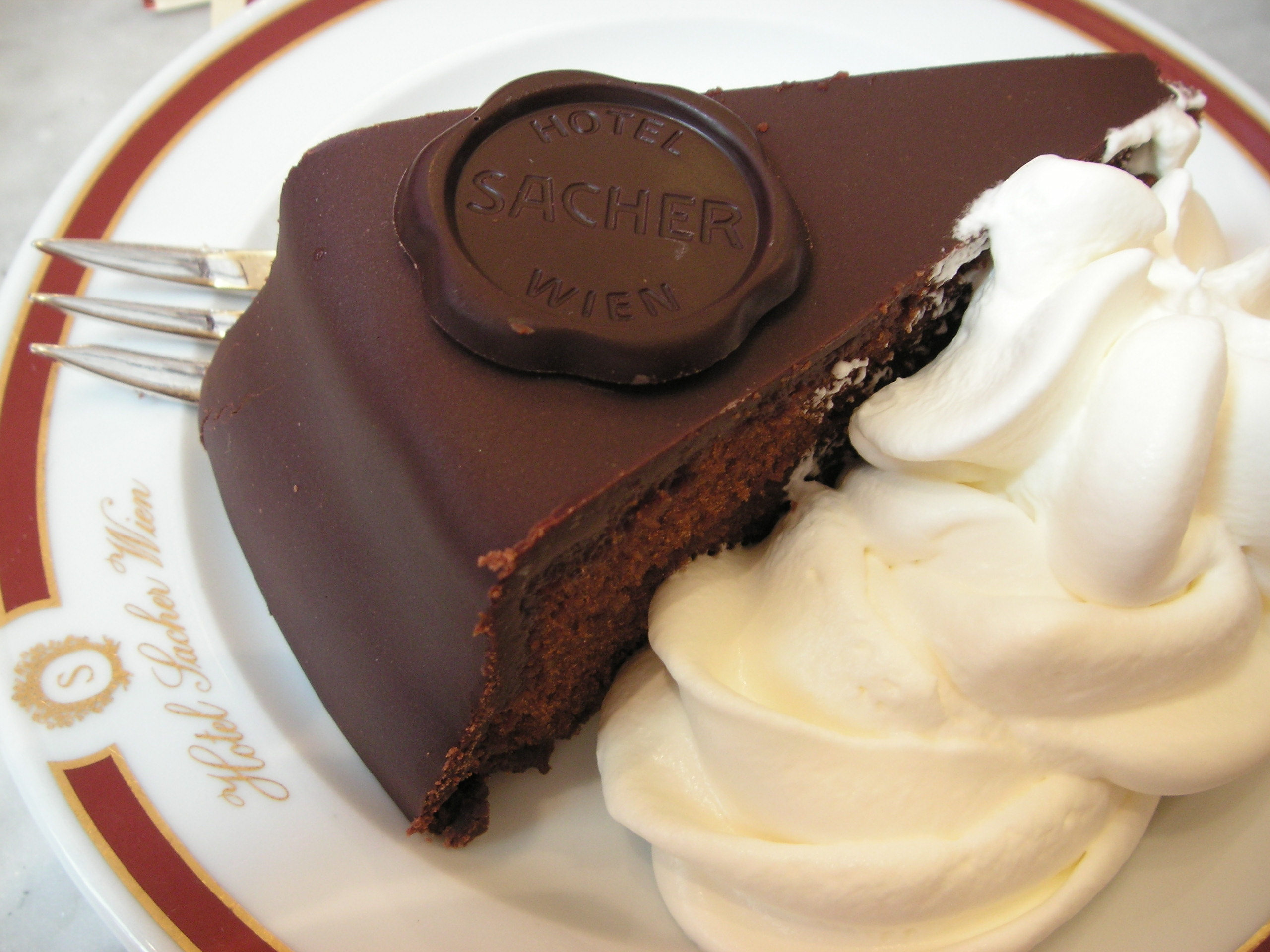
Sachertorte del Hotel Sacher, Viena.

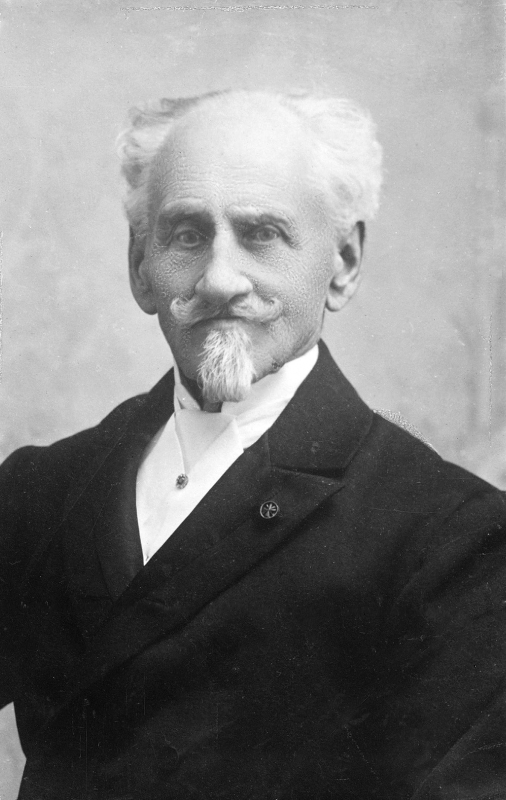
Franz Sacher.

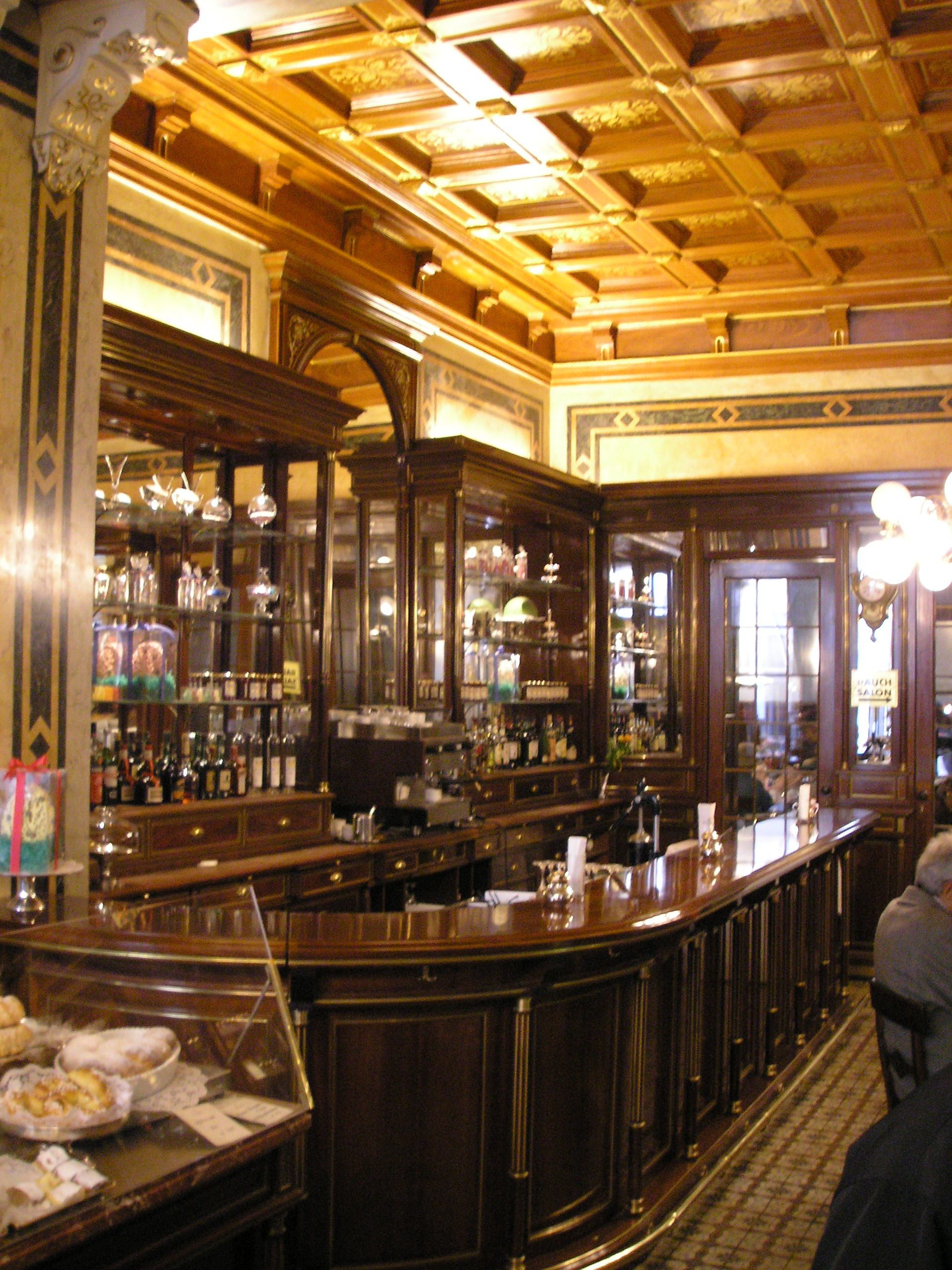
Confitería Demel de Viena.

La tarta Sacher, en alemán Sachertorte ([ˈzɑxərˌtɔrtə]), es un pastel de chocolate típico de Austria. Se procede en dos planchas gruesas de bizcocho de chocolate y mantequilla separadas por una fina capa de mermelada de albaricoque y recubiertas con un glaseado de chocolate negro por encima y los lados. El chocolate que cubre la tarta permite que se conserve durante períodos largos. Tradicionalmente, esta tarta se suele acompañar de crema de leche.

## Historia
Fue inventada en 1832 por Franz Sacher, entonces joven aprendiz de repostería, para deleitar a un selecto grupo de invitados del príncipe Klemens Wenzel von Metternich. Tras pasar 16 años trabajando en Bratislava y Budapest, Sacher volvió a Viena y abrió una tienda de delicatessen y vinos. Eduard, el hijo mayor de Franz Sacher, fue aprendiz de repostero en la confitería vienesa Demel. Allí empezó a confeccionar la tarta de su padre en la forma que hoy se conoce. En 1876 fundó el Hotel Sacher, todavía hoy existente, y comenzó a vender la Sachertorte. Tras la muerte de Eduard Sacher, su esposa Anna continuó regentando el hotel.

## Propiedad de la receta
La propiedad de la receta fue motivo de disputas legales a mediados del siglo XX entre los herederos de Sacher (dueños del hotel) y la pastelería Demel. La justicia dictaminó que el hotel tenía derecho a comercializar el dulce con el apelativo de Original Sacher-Torte, mientras que Demel debía hacerlo como Eduard Sacher-Torte.

## Leer más
- Libro de cocina de Wikilibros alberga una receta sobre en:  The Original Sacher Torte.